# Arktika-M
Arktika-M (russisch Арктика-М) ist eine im Aufbau befindliche russische Mehrzweck-Satellitenkonstellation. Hauptaufgabe von Arktika-M ist die Wetterbeobachtung im nördlichen Teil des russischen Staatsgebiets; außerdem sollen die Satelliten dort als Datenrelais und für die Notfallkommunikation genutzt werden. Weitere Anwendungen sind die Beobachtung des Weltraumwetters, des Erdmagnetfeldes und der Ionosphäre. Der erste Satellit der Konstellation – Arktika-M1 – wurde am 28. Februar 2021 mit einer Sojus-2.1b/Fregat-Rakete vom Kosmodrom Baikonur gestartet. Weitere vier Satelliten sollen bis 2025 folgen.

## Geschichte
Das Arktika-Projekt entstand als Teil des russischen Raumfahrt-Zehnjahresplans 2006–2015. Es sah neben Arktika-M noch drei weitere Satellitentypen vor: Arktika-MS1 zur Mobilkommunikation, Arktika-MS2 als Relais für Luftfahrt- und Navigationssysteme und die Radarsatelliten Arktika-R zur Fernerkundung. 2008 billigte die russische Regierung das Projekt; der Start von Arktika-M1 war damals für das Jahr 2013 geplant. Der Auftrag zum Bau dieses Satelliten wurde jedoch erst 2012 erteilt, mit der Erwartung eines Starts im Jahr 2015. Durch Verzögerungen bei der Entwicklung des Satellitenbusses verschob sich dieser Termin schrittweise bis ins Jahr 2020.
Auch die Auslegung der Konstellation änderte sich im Laufe der Zeit. Anfangs waren je drei Arktika-M- und -MS-Satelliten sowie zwei des Typs Arktika-R geplant. Zum Startzeitpunkt von Arktika-M1 war hingegen von fünf Satelliten dieses Typs die Rede; die als kommerzielles Projekt geplante MS-Variante wurde nicht mehr erwähnt. Teils wurde eine Nachfolgegeneration Arktika-MP ab 2025 oder einer Ergänzung um die beiden Radarsatelliten ab 2026 genannt.

## Satelliten
Die Arktika-M-Satelliten werden in hochelliptischen Molnija-Orbits positioniert. Dadurch haben sie eine relativ gute Sicht auf hohe Breitengrade und ergänzen so die geostationäre Elektro-L-Wettersatellitenkonstellation, die für Beobachtungen im polnahen Bereich ungeeignet ist. Arktika-M ist eine Weiterentwicklung des Satellitentyps Elektro-L und diesem technisch sehr ähnlich. Beide Serien werden von dem Raumfahrtunternehmen NPO Lawotschkin gebaut und basieren auf dessen für wissenschaftliche Missionen optimierten Navigator-Satellitenbus.
Hauptinstrument der Elektro/Arktika-Plattform ist die Multispektralkamera MSU-GS (russisch Многозональное сканирующее устройство гидрометеорологического обеспечения „Mehrzonen-Scangerät zur hydrometeorologischen Unterstützung“). Die Kamera beobachtet die Erde in mindestens zehn Spektralbändern des sichtbaren und infraroten Lichts. Es wird angenommen, dass sie bei Arktika-M eine ähnliche Auflösung erreicht wie bei Elektro-L, das heißt je nach Spektralbereich etwa 1–4 Kilometer pro Bildpunkt. Zweites Instrument ist der „heliogeophysikalische Apparatekomplex“ (russisch Гелиогеофизический аппаратурный комплекс, kurz GGAK-VE). Dieser übernimmt die Beobachtung der Sonnenaktivität, des Erdmagnetfelds und der oberen Atmosphäre. Beide Geräte werden von dem Unternehmen Rossiyskiye kosmicheskiye sistemy (Российские космические системы „Russische Raumfahrtsysteme“) gebaut.
Das Startgewicht der Artika-M-Satelliten beträgt etwa 2100 kg. Sie sind für eine Betriebsdauer von mindestens sieben Jahren ausgelegt.

## Satellitenstarts
| Name       | Startdatum (UTC)              | Startplatz | Trägerrakete      | Orbit ca.                | Cospar-ID |
| ---------- | ----------------------------- | ---------- | ----------------- | ------------------------ | --------- |
| Arktika-M1 | 28. Feb. 2021                 | Baikonur   | Sojus-2.1b/Fregat | 1.040 × 39.420 km, 63,3° | 2021-016A |
| Arktika-M2 | 16. Dez. 2023                 | Baikonur   | Sojus-2.1b/Fregat | Molnija                  |           |
| Arktika-M3 | 2024–2025[veraltet] (geplant) |            |                   | Molnija                  |           |
| Arktika-M4 | 2024–2025[veraltet] (geplant) |            |                   | Molnija                  |           |
| Arktika-M5 | 2025 (geplant)                |            |                   | Molnija                  |           |